# Anna Kraus-Wranitzky

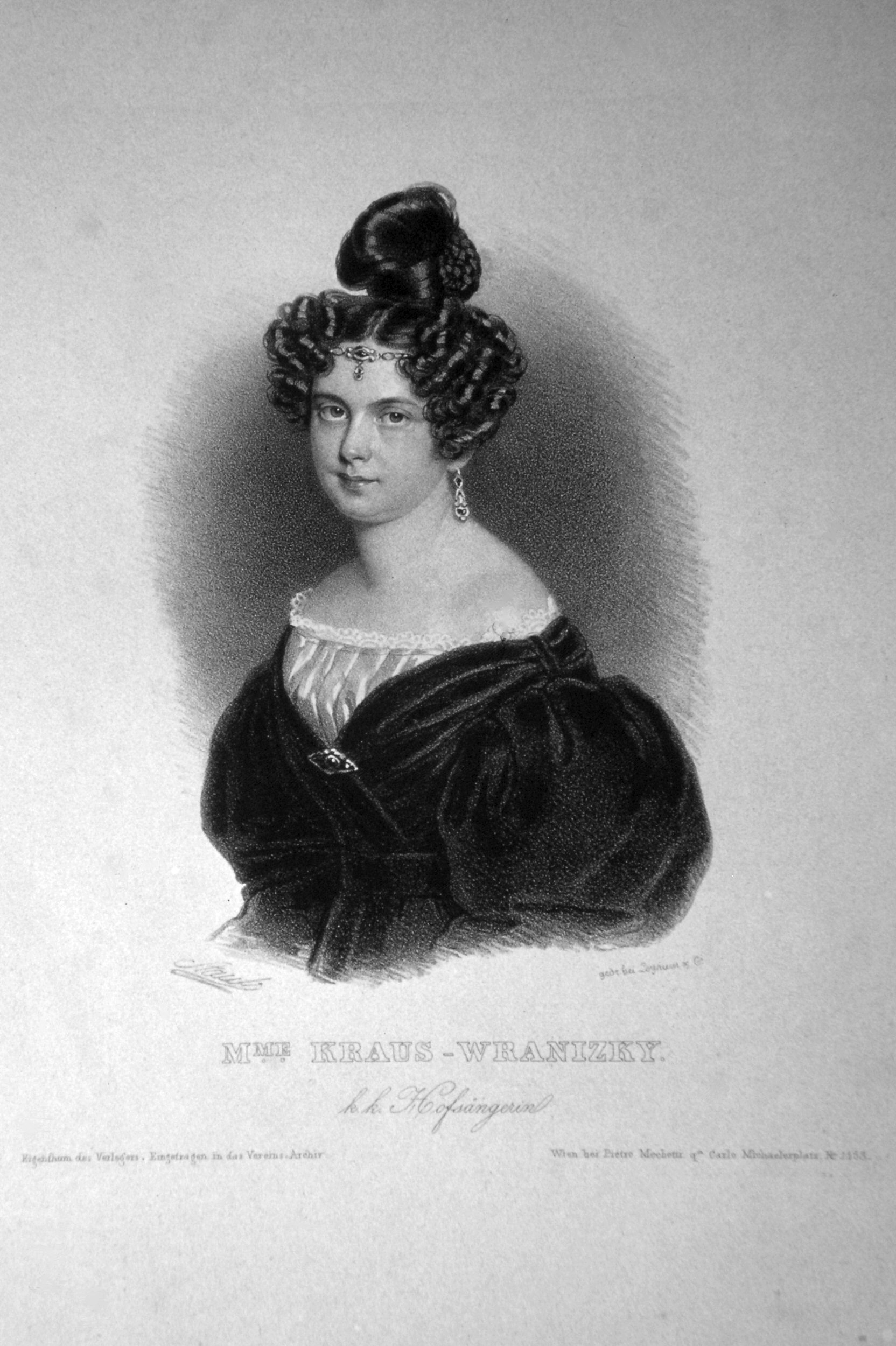
Anna Kraus-Wranitzky um 1830

Katharina Anna Kraus-Wranitzky (* 27. August 1801; abweichend 1798 auf Schloss Eisenberg in Eisenberg; † 23. Juni 1851 in Wiesbaden) war eine österreichische Opernsängerin (Sopran).

## Leben
Anna Kraus-Wranitzky war die Tochter von Anton Wranitzky. Gemeinsam mit ihrer Schwester Karoline (Seidler-)Wranitzky wuchs sie im Schloss Eisenberg mit den Kindern des Fürsten Franz Joseph Maximilian von Lobkowitz auf und erhielt auch deren Erziehung.
Während der Sommermonate lebten sie in Böhmen auf Schloss Eisenberg und Schloss Raudnitz und im Winter im fürstlichen Palais Lobkowitz in Wien. Der Fürst besaß nicht nur eine eigene Hofkapelle, sondern auch ein Haustheater an dem Singspiele aufgeführt wurden, so dass sie und ihre Schwester bereits in ihrer Kindheit und Jugend mit gehobener Musik in Kontakt kamen, so hörten sie bereits früh unter anderem Girolamo Crescentini, Liboni, Giovanni Battista Velluti und Antonio Salieri, die sich damals in Wien aufhielten.
Bei ihrem Vater sowie bei Joseph Weigl und Adalbert Gyrowez erhielt sie auch ihren ersten Gesangsunterricht und zeigte hier bereits ihr ausgesprochenes Talent, indem sie mühelos Noten lesen lernte, schwierigste Stellen schnell auffasste und auch ausführen konnte; für sie komponierten Joseph Weigl die Oper Die Nachtigall und der Rabe (1818) und Adalbert Gyrowez die Oper Aladin oder Das Notwendige und das Überflüssige, die am 30. Juni 1819 am Kärntnertor-Theater in Wien uraufgeführt wurde. Die Gesangsausbildung wurde von 1812 bis 1816 durch Antonio Salieri weiter geführt. Neben ihrem Talent zum Gesang zeigte sich auch ihre Neigung zur darstellenden Kunst.
Im Alter von 16 Jahren trat sie bereits in Wien in öffentlichen Konzerten auf, die ihr Vater und die Brüder zu veranstalten pflegten. So sang sie auch anlässlich der Vermählung des Kaisers Franz I. am 10. November 1816 mit Prinzessin Karoline Auguste von Bayern (1792–1873), Tochter König Maximilians I., hierfür erhielt sie ein Geschenk von 1.600 Dukaten und sie wurde als erste Sängerin zur Hofsängerin ernannt.
1819 wurde sie an den königlichen sächsischen Hof nach Dresden berufen, um dort bei der Hochzeit des Prinzen Friedrich August II. von Sachsen und der Erzherzogin Maria Karoline von Österreich aufzutreten.
Anna Wranitzky heiratete im Oktober 1820 den Diplomaten Anton Kraus und kurz nach der Hochzeit reisten sie nach Italien, dort besuchten sie Girolamo Crescentini, Giovanni Battista Peruchini (1784–1870) und Carlo Magnelli, um ihren Gesang weiter auszubilden.
1823 wurde sie in Leipzig für die Gewandhauskonzerte gewonnen und blieb dort auch noch das darauffolgende Jahr. Sie unternahm anschließend ausgedehnte Gastspielreisen nach Prag, München (September), Frankfurt am Main (Oktober) und Hannover (Dezember). Im Februar 1825 kehrte sie nach Wien zurück. Im Herbst 1826 unternahm sie erneut Gastspielreisen, die sie nach Stuttgart, Mannheim (November und Dezember 1826), Hamburg (Januar 1827), Berlin (September 1827), Bremen (Mai 1828) und Leipzig (August 1828) führten. Von Oktober 1828 bis April 1829 hatte sie Auftritte beim Stadttheater Hamburg und sang dort in der Erstaufführung des Oberon am 15. Januar 1829 die Rezia. Im Winter 1829/1830 hatte sie erneut Auftritte in Hamburg und von Dezember 1831 bis Januar 1832 hatte sie Gastauftritte in Dresden, von März bis Mai 1832 in Frankfurt am Main und von April bis Mai 1833 in München.
In ihrer Eigenschaft als kaiserliche Hof- und Kammersängerin trat sie bei den Hofkonzerten auf und so hatte sie auch 1834 in Wien einen Auftritt, anschließend wurde sie für die kaiserliche Hofbühne beim Kärntnertor gewonnen.
1835 konnte sie in Wien dazu bewegt werden, in einer Reihe von Gastrollen, unter anderem in bellinischen Werken, aufzutreten.
Aufgrund der Erziehung ihrer Töchter zog sie sich von ihrer Künstlerlaufbahn zurück und trat Pfingsten 1837 beim niederrheinischen Gesangsfest in Aachen zuletzt auf, als sie unter Ferdinand Ries Leitung die erste Frauenrolle in Georg Friedrich Händels Belshazzar sang, dann trat sie als Konzertsängerin zurück.

## Rollen (Auswahl)
- Giulia in La vestale von Gaspare Spontini
- Sophie in Sargines von Ferdinando Paër
- Prinzessin von Navarra in Jean de Paris von François-Adrien Boieldieu
- Myrrha in Das unterbrochene Opferfest von Peter von Winter
- Fanchon in Fanchon das Leiermädchen von Friedrich Heinrich Himmel
- Rosina in Il barbiere di Siviglia von Gioachino Rossini
- Susanna in Le nozze di Figaro von Wolfgang Amadeus Mozart
- Konstanze in Die Entführung aus dem Serail von Wolfgang Amadeus Mozart
- Agathe in Der Freischütz von Carl Maria von Weber
- Anna in La dame blanche von François-Adrien Boieldieu
- Elvia in La muette de Portici von Daniel-François-Esprit Auber
- Desdemona in Otello von Gioachino Rossini
- Angelina in La Cenerentola von Gioachino Rossini
- Ninetta in La gazza ladra von Gioachino Rossini
- Norma in Norma von Vincenzo Bellini
- Iphigenia
- Medea